# La Torre de Tamúrcia
El pueblo de La Torre de Tamúrcia pertenece al antiguo término de Espluga de Serra, agregado en 1970 el término municipal de Tremp.
Entre 1812, por la aplicación de la Constitución de Cádiz, y febrero de 1847, La Torre de Tamúrcia formó ayuntamiento, que desapareció al fijarse que el número de vecinos (cabezas de familia) debía sobrepasar los 30, por mantener la independencia municipal. En ese momento se unió en Espluga de Serra, junto con Aulàs, El Castellet, Casterner de les Olles, Llastarri y Els Masos de Tamúrcia. El antiguo ayuntamiento de la Torre de Tamúrcia incluía el pueblo de Torogó, y en algún documento también constan los Masos de Tamúrcia dentro de su término jurisdiccional.
La iglesia de San José de La Torre de Tamúrcia tenía el carácter de parroquial, y dependía la de los Masos de Tamúrcia. Pertenecían al arciprestazgo de Sopeira, del obispado de Lérida. En algunas épocas, sin embargo, fue sufragánea de la iglesia de Santa María de Espluga de Serra.
Al noroeste de La Torre de Tamúrcia, en la vertiente sur de la Sierra de San Gervàs, está la ermita que da nombre a la sierra. Sant Gervàs-o Girvàs, en el habla local-es una pequeña ermita pintada de blanco, de una sola nave, que tiene a su alrededor restos de construcciones antiguas.

## Etimología
Según Joan Corominas (op.cit.), El topónimo Tamúrcia procede, por disimilación, del latín turris muricinos, aunque a través de un camino de evolución realmente complejo. La expresión latina significa Murallita de la torre, con lo que nos remite a un topónimo emparentado con una fortificación o castillo. Por tanto, el topónimo La Torre de Tamúrcia no hace más que remachar el significado originario de Tamúrcia.

## Historia
En 1787 La Torre de Tamúrcia es mencionada con 38 habitantes, y en 1831 consta, dentro del Corregimiento de Talarn, con 20 habitantes.
En 1845 Pascual Madoz publica su Diccionario geográfico ..., donde hay un artículo que habla de la Torre de Tamúrcia:

situado en una montaña a merced de todos los vientos, tenía un clima sano. Eran 8 casas y una iglesia, con una fuente a ras de pueblo. Dos masías completaban el término: una propiedad del señor del término, y la otra llamada de Sallan. El terreno es montañoso, áspero y quebrado, con mucho matorral. Se produce trigo, patatas y hortalizas, y se crían ovejas y cabras. La población estaba formada por 6 vecinos (cabezas de familia) y 28 almas (habitantes).

Hacia 1900 son mencionados en La Torre de Tamúrcia 19 edificios, con 72 habitantes. En 1970 tenía 20 habitantes, y 14 en 1981.
En el siglo XVII, junto con Aulàs, formó parte de los territorios de los condes de Erill (sucesores de los barones de Erill, al haber ascendido en rango los antiguos barones al título de conde. En 1831 consta bajo el señorío de la familia Torres.

## Actividad económica
La pobreza de la tierra hace que la actividad agrícola sea poco diversificada. Pascual Madoz citaba, en 1845 el trigo, las patatas y algunas hortalizas como producciones locales, y especificaba que el barranco llamado de enlosado regaba, con su escaso caudal, algunos huertos. De ganadería, ovejas y cabras. También especifica que la tierra es dura, áspera y rota, con mucha parte de matorrales.